# Дзеркальное
Дзерка́льное (также Зерка́льное; укр. Дзеркальне) — посёлок в Амвросиевском районе Донецкой области Украины.

## География

#### Соседние населённые пункты по странам света
СВ: Кутейниково, Металлист, Бондаревское
С: —
СЗ: Червоносельское, Володарского, Многополье
З: ЮЗ: Осыково
ЮЗ: Клёновка
Ю: Свободное, Мережки
ЮВ: Войковский
В: —

## Население
Население посёлка по переписи 2001 года составляло 65 человек.

## Местный совет
Посёлок Дзеркальное относится к Кленовскому сельскому совету.
Адрес местного совета: 87324, Донецкая область, Амвросиевский район, пос. Кленовка, ул. Ленина, 8.